# Ovidiu Stîngă
Ovidiu Stîngă (Craiova, 1972. december 5. –) román válogatott labdarúgó, edző.
A román válogatott tagjaként részt vett az 1996-os Európa-bajnokságon, illetve az 1994-es és az 1998-as világbajnokságon.

## Sikerei, díjai
Universitatea Craiova
- Román kupa (1): 1992–93

PSV Eindhoven
- Holland bajnok (2): 1996–97, 1999–00
- Holland szuperkupa (3): 1997, 1998, 2000

Universitatea Craiova
- Román bajnok (1): 2001–02